# NGC 4300
NGC 4300 је спирална галаксија у сазвежђу Девица која се налази на NGC листи објеката дубоког неба.
Деклинација објекта је + 5° 23' 5" а ректасцензија 12h 21m 41,3s. Привидна величина (магнитуда) објекта NGC 4300 износи 12,9 а фотографска магнитуда 13,8. NGC 4300 је још познат и под ознакама UGC 7413, MCG 1-32-21, CGCG 42-44, VCC 492, PGC 39972.